# São Félix do Piauí
São Félix do Piauí est une municipalité brésilienne située dans l'État du Piauí.